# Paolo Moreno
Paolo Moreno (ur. 30 października 1934 w Udine, zm. 5 marca 2021 w Rzymie) – włoski archeolog i historyk sztuki.

## Biografia
Paolo Moreno jest absolwentem Uniwersytetu im. Aldo Moro w Bari. Kolejne studia odbył w Atenach we Włoskiej Szkole Archeologicznej (1061) oraz w Narodowej Szkole Archeologicznej w Rzymie (1964). W latach kariery uniwersyteckiej był m.in. dyrektorem Instytutu archeologii uniwersytetu w Bari oraz wykładowcą historii sztuki starożytnej w Università degli Studi di Roma 3 w Rzymie. Był współredaktorem Enciclopedia dell’arte antica classica e orientale. Paolo Moreno jest autorem kilku setek opracowań dotyczących sztuki starożytnej.